# Пусула
Пусула (фін. Pusula) — село в Фінляндії, входить до складу місто Лог'я, повіту Уусімаа.